# Frances McPhun

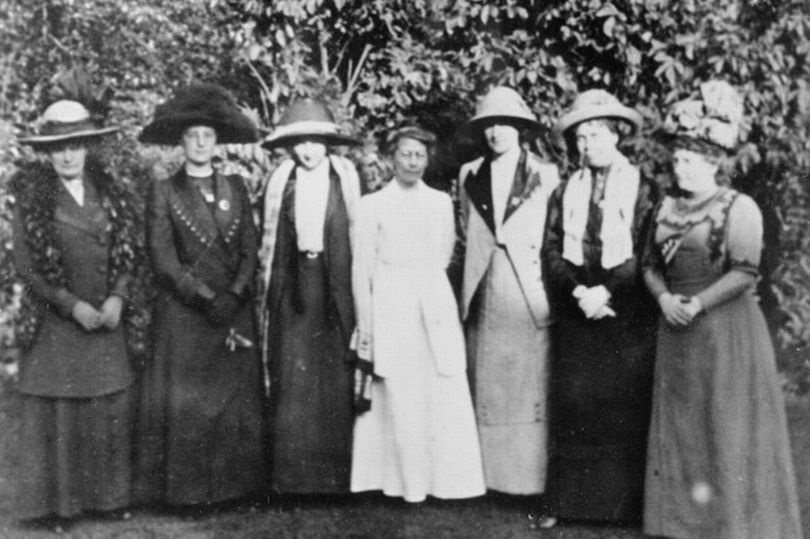
Helen Crawfurd, Janet Barrowman, Margaret McPhun, A. A. Wilson, Frances McPhun, Nancy A. John i Annie Swan

Frances Mary McPhun (1880 - 1940) fou una sufragista escocesa, membre de la Unió Social i Política de les Dones (WSPU), que estigué tancada dos mesos a la presó de Holloway per haver lluitat pel sufragi femení a Edimburg.

## Biografia
Frances Mary McPhun nasqué a Glasgow el 1880. Hi va estudiar en la Universitat, on es graduà amb un màster, i hi va guanyar premis en economia política, filosofia i literatura anglesa. Juntament amb la seua germana Margaret McPhun entrà en la Unió Social i Política de les Dones (WSPU). Organitzà una desfilada de dones famoses per a una marxa de sufragi femení a Edimburg a l'octubre del 1909. Fou secretària d'organització honorària de l'Exposició del Sufragi escocés al 1910, i de la sucursal de Glasgow de la WSPU el 1911-1912. Ella i la seua germana foren empresonades amb altres dones per trencar finestres d'oficines governamentals al març del 1912. Hagueren de fer dos mesos de treballs forçats en Holloway. Empraren el nom «Campbell» per a ocultar els seus antecedents quan les arrestaren. Els donaren les medalles Hunger Strike «pel seu valor» de la WSPU, per les seues vagues de fam, tot i que les germanes havien acordat que beurien d'una tassa per a evitar ser alimentades per força amb un tub nasal. Fou molt activa en les campanyes electorals de l'oest d'Escòcia. Frances McPhun va morir el 1940 a Glasgow.